# Primera División de Chile 1952
El Campeonato Nacional de Fútbol de la Primera División de 1952 fue el torneo disputado en la 20.ª temporada de la máxima categoría del fútbol profesional chileno, con la participación de doce equipos. 
El torneo se jugó en tres rondas con un sistema de todos-contra-todos.
El campeón del torneo fue Everton, que logró su segundo campeonato.
En la parte baja de la tabla de posiciones se ubicó Green Cross, que mantuvo su cupo en Primera, ya que se decidió aumentar el cupo a 14 equipos para 1953.

## Tabla final
| Pos | Equipo               | PJ | PG | PE | PP | GF | GC | Dif | Pts |
| --- | -------------------- | -- | -- | -- | -- | -- | -- | --- | --- |
| 1   | Everton              | 33 | 22 | 4  | 7  | 78 | 48 | 30  | 48  |
| 2   | Colo-Colo            | 33 | 17 | 11 | 5  | 68 | 45 | 23  | 45  |
| 3   | Ferrobádminton       | 33 | 14 | 8  | 11 | 65 | 55 | 10  | 36  |
| 4   | Audax Italiano       | 33 | 13 | 10 | 10 | 59 | 52 | 7   | 36  |
| 5   | Unión Española       | 33 | 12 | 11 | 10 | 68 | 59 | 9   | 35  |
| 6   | Santiago Morning     | 33 | 14 | 5  | 14 | 64 | 65 | -1  | 33  |
| 7   | Magallanes           | 33 | 13 | 7  | 13 | 63 | 71 | -8  | 33  |
| 8   | Universidad Católica | 33 | 10 | 9  | 14 | 59 | 64 | -5  | 29  |
| 9   | Universidad de Chile | 33 | 11 | 7  | 15 | 51 | 65 | -14 | 29  |
| 10  | Santiago Wanderers   | 33 | 9  | 9  | 15 | 61 | 62 | -1  | 27  |
| 11  | Iberia               | 33 | 8  | 7  | 18 | 70 | 89 | -19 | 23  |
| 12  | Green Cross          | 33 | 7  | 8  | 18 | 57 | 88 | -31 | 22  |

PJ=Partidos jugados; PG=Partidos ganados; PE=Partidos empatados; PP=Partidos perdidos; GF=Goles a favor; GC=Goles en contra; Dif=Diferencia de gol; Pts=Puntos
|  | Campeón             |
|  | Descenso suspendido |

## Campeón
| Chile             |
| Everton 2º Título |